# Ettore Galli
Ettore Galli (Varano Melegari, Província de Parma, 28 de juliol, 1808 - Múnic, 17 de setembre, 1841), fou un músic, constructor d'acordions, medallista i escultor autodidacta.
Paolo Toschi el va recomanar a la duquessa de Parma Maria Luigia. Gràcies als bons oficis de Toschi, el 1836, Ettore Galli va ser enviat a Milà a càrrec de l'estat per assistir a l'estudi del gravador Luigi Manfredini. Durant la seva estada a Milà, Galli va completar la seva formació com a medallista i va produir diverses medalles commemoratives en nom de Maria Luigia. L'any 1841, marxa de Milà cap a Viena amb la intenció d'assistir a l'estudi del gravador austríac Carl Friedrich Voigt per conèixer els processos de patinatge químic desenvolupats per Voigt. Tot i així, va morir només uns dies després de la seva arribada a Viena.